# Centrum Analiz i Studiów Podatkowych
Centrum Analiz i Studiów Podatkowych (CASP) – interdyscyplinarna jednostka naukowo-badawcza zlokalizowana organizacyjnie w Kolegium Ekonomiczno-Społecznym Szkoły Głównej Handlowej w Warszawie, która prowadzi analizy i studia dotyczące szeroko rozumianej problematyki podatków i ceł w odniesieniu do Polski, Unii Europejskiej i świata.

## Władze
CASP SGH zostało utworzone Decyzją Dziekana KES SGH z dnia 30.10.2015 oraz Decyzją Rektora SGH Nr 14 z dnia 18.03.2016
Kierownik CASP:
Prof. SGH dr hab. Dominik J. Gajewski
Rada Programowa:
- Prof. dr hab. Wiesław Czyżowicz
- Prof. dr hab. Leonard Etel
- Prof. dr hab. Jadwiga Glumińska-Pawlic
- Prof. dr hab. Jan Głuchowski
- Prof. dr hab. Alojzy Z. Nowak

## Działalność
Centrum swoim zakresem działania obejmuje prowadzenie badań naukowych, upowszechnianie i propagowanie wiedzy o podatkach, a także organizowanie cyklicznych seminariów i konferencji.
CASP prowadzi czasopismo naukowe pod nazwą Analizy i Studia CASP oraz regularnie publikuje raporty.